# Jakuen
Jakuen (ur. 1207, zm. 8 października 1299; jap. 寂円) – japoński mistrz zen szkoły sōtō chińskiego pochodzenia.

## Życiorys
Jakuen czyli Jiyuan urodził się w Chinach. W Chinach także rozpoczął praktykę chanu, co oddzielało go od reszty japońskich wyznawców zen. Nie był zatem poddanym syntetycznym praktykom japońskich buddystów, które przechodzili w szkole tendai. Nie zetknął się również z politycznym skorumpowaniem dość typowym dla japońskiego buddyzmu. Dlatego też przez Japończyków był postrzegany dwojako: albo jako mistrz, który był mocna związany z Dōgena interpretacją zenu, albo jako osobnik, który wprowadził "odbiegające od normy" chińskie praktyki.
Prawdopodobnie rozpoczął swoje religijne życie w klasztorze Jingde, w którym studiował chan pod kierunkiem mistrza Tiantonga Rujinga. Gdy w 1227 roku Dōgen powrócił do Japonii po ukończeniu praktyki u Rujinga, Jiyuan pozostał w klasztorze aż do śmierci swojego mistrza. Wbrew biografii Jiyuana napisanej przez Kenkō w jego historycznym dziele Hōkyō juishoki, prawdopodobnie do nawiązania bliższych kontaktów między Dōgenem a Jakuenem doszło dopiero w trakcie przyjmowania uczniów w klasztorze Kōshō w roku 1230.
Zarówno w Eihei-ji jak i Kōshō-ji Jakuen zarządzał świątyniami poświęconymi pamięci Rujinga. Jakuen stał się więc pierwszym tassu Eihei-ji. Po śmierci Dōgena w 1253 roku, Jakuen został uczniem Kouna Ejō, który był opatem Eihei-ji.
W roku 1261 opuścił Eihei-ji, tak jak i inni wiodący mnisi tego klasztoru, którzy odeszli w latach 1259-1264. Udał się w odległy rejon i przebywał na górze Ginnanpō, około 25 km od Eihei-ji. Oddawał się tam medytacji i za towarzystwo miał tylko dzikie zwierzęta. Po jakimś czasie odnalazł go tam Ijira Tomotoshi, przywódca lokalnej rodziny Fujiwara, który zaofiarował mu finansowe wsparcie. W 1278 roku syn Tomotoshiego - Tomonari - rozpoczął budowę klasztoru zen dla Jakuena. Otrzymał on nazwę Hōkyō.
W 1280 roku do klasztoru przybył przyszły spadkobierca (w 1295 roku) Jakuena - Giun.
Jakuen zmarł 8 października 1299 roku.
Chociaż jego linia przekazu nie była tak rozległa jak Giina czy Gikaia, to jednak począwszy od Giuna linia Jakuena całkowicie przejęła stanowisko opata w Eihei-ji aż do początków XVII wieku. Druga linia prowadziła klasztor Hōkyō.
Już po śmierci na skutek schizmy czy też konfliktu zwanego sandai sōron (zobacz: Eihei-ji) Jakuen został uznany za trzeciego opata Eihei-ji, chociaż nim nigdy nie był.

## Linia przekazu Dharmy zen
Pierwsza liczba oznacza liczbę pokoleń mistrzów od 1 Patriarchy indyjskiego Mahakaśjapy.
Druga liczba oznacza liczbę pokoleń od 28/1 Bodhidharmy, 28 Patriarchy Indii i 1 Patriarchy Chin.
Trzecia liczba oznacza początek nowej linii przekazu w danym kraju.
- 51/24. Tiantong Rujing (1163–1228)

- 52/25/1. Eihei Dōgen Kigen (1200–1253) Japonia. Szkoła sōtō

- 53/26/2. Sōkai
- 53/26/2. Senne (Yōkō-an)

- 54/27/3. Kyōgō (Yōkō-an)

- 53/26/2. Shinchi Kakushin (1207–1280)
- 53/26/2. Kangan Giin (1217–1300) (Daiji-ji)

- 54/27/3. Shidō Shōyū (zm. 1301 (Daiji-ji)
- 54/27/3. Tetsuzan Shian (Daiji-ji)

- 55/28/4. Gishō

- 56/29/5. Hohan

- 57/30/6. Gyokukan

- 58/31/7. Senten

- 55/28/4. Daiko

- 56/29/5. Gikai

- 57/30/6. Meishitsu

- 55/28/4. Ten’an

- 56/29/5. Chōkei

- 57/30/6. Ryōshitsu

- 55/28/4. Shiryō

- 56/29/5. Mutō

- 54/27/3. Ninnō Jōki

- 55/28/4. Gen’e

- 56/29/5. Zuiseki
- 56/29/5. Sansen

- 55/28/4. Saijū
- 55/28/4. Giyū

- 56/29/5. Baiin

- 55/28/4. Mōan
- 55/28/4. Kozen
- 55/28/4. Tekiden
- 55/28/4. Etsuō

- 54/27/3. Gukoku

- 55/28/4. Musetsu

- 56/29/5. Meian

- 53/26/2. Eihei Koun Ejō (1198–1280) (Eihei-ji)

- 54/27/3. Gien (zm. 1314) (Eihei-ji)
- 54/27/3. Jakuen (chin. Jiyuan) (1207-8 października 1299) (Hōkyō-ji)

- 55/28/4. Giun (Hōkyō-ji)

- 56/29/5. Donki (Hōkyō-ji)

- 54/27/3. Daijo Tettsū Gikai (1219–1309) (Daijō-ji)

- 55/28/4. Eiko Keizan Jōkin (1267–1325) (Daijō-ji)

- 56/29/5. Mugai Chikō (zm. 1351)
- 56/29/5. Koan Shikan (zm. 1341)

- 57/30/6. Zuiō

- 56/29/5. Gasan Jōseki (1276-1366)

- 57/30/6. Soitsu mniszka zen
- 57/30/6. Mugai Enshō (1311-1381)
- 57/30/6. Tsūgen Jakurei (1322-1391)

- 58/31/7. Ikkei Eishū (zm. 1403)
- 58/31/7. Ryōan Emyō (1337-1411) (Saijō-ji)

- 59/32/8. Myōkaku Doryō (bd)
- 59/32/8. Mugoku Etetsu (1350-1430) (Ryūon-ji)
- 59/32/8. Daikō Myōshū (zm. 1437) (Sōnei-ji)

- 58/31/7. Sekioku Shinryō (1345-1423) (Fukushō-ji)
- 58/31/7. Tenshin Jishō (-)
- 58/31/7. Fusai Zenkyū (1347-1408) (Zenrin-ji)

- 57/30/6. Musai Jinshō (zm. 1381)
- 57/30/6. Gennō Shinshō (1329-1400)
- 57/30/6. Taigen Shōshin (zm. ok. 1371)
- 57/30/6. Gessen Ryōin (1319-1400)
- 57/30/6. Mutan Sokan (zm. 1387)
- 57/30/6. Jikugen Chōsai (bd)
- 57/30/6. Dōsō Dōai (zm. 1379)
- 57/30/6. Chikudō Ryōgen (bd)
- 57/30/6. Jippō Ryōshū (zm. 1405)
- 57/30/6. Mutei Ryōshō (1313-1361)
- 57/30/6. Mutō Esū (bd)
- 57/30/6. Daitetsu Sōrei (1333-1408)

- 56/29/5. Meihō Sotetsu (1277-1350)

- 57/30/6. Shugan Dōchin (Dōjin) (zm. 1387)

- 58/31/7. Baisan Monpon (zm. 1417)

- 59/32/8. Jochū Tengin (1363-1437)

- 60/33/9. Kisan Shōsan (1377-1442)

- 61/34/10. Morin Shihan (1392-1487)

- 62/35/11. Shōshi Sōtai (Taishi Sōtai)

- 63/36/12. Kenchu Hantetsu

- 64/37/13. Daiju Sōkō

- 65/38/14. Kinpō Jusen

- 66/39/15. Kaiin Sochin

- 67/40/16. Tetsuei Seiton

- 68/41/17. Shūkoku Chuton

- 69/42/18. Ketsuzan Tetsuei

- 70/43/19. Hōshi Sō’on

- 71/44/20 Goho Dainon (Kainon)

- 72/45/21 Tenkei Denson (1648-1735)

- 73/46/22 Shōzan Monko

- 74/47/23 Niken Sekiryo

- 75/48/24 Reitan Roryū

- 76/49/25 Kakujō Tōsai

- 77/50/26 Kakuan Ryōgu

- 78/51/27 Ryōka Daibai

- 79/52/28 Ungan Guhaku

- 80/53/29. Baisan Hakujun (1898-1978)

- 81/54/30. Taizan Maezumi (1931-1995) Japonia, USA